# Mad Love
 Mad Love és una pel·lícula estatunidenca dirigida per Karl Freund, estrenada el 1935.

## Argument
El Doctor Gogol s'enamora de Yvonne Orlac, l'esposa del pianista Stephen Orlac. Quan aquest sofreix un accident de tren, i les seves mans són amputades, Yvonne demana ajuda a Gorgol, que li trasplanta les mans d'un assassí. L'operació sembla funcionar, i l'organisme d'Orlac no rebutja les noves mans. Tanmateix, Orlac descobrirà unes noves tendències que mai no havia tingut: la necessitat de matar. La seva dona Yvonne també descobreix el canvi del seu marit. Mentrestant, Gogol segueix enamorat de Yvonne, amb un amor cada vegada més obsessiu.

## Repartiment
- Peter Lorre: Doctor Gogol
- Frances Drake: Yvonne Orlac
- Colin Clive: Stephen Orlac
- Ted Healy: Reagan
- Sara Haden: Marie
- Edward Brophy: Rollo
- Henry Kolker: Prefecte Rosset
- Keye Luke: Doctor Wong
- Charles Trowbridge (no surt als crèdits): Doctor Marbeau